# Hyphesma cooba
Hyphesma cooba är en biart som beskrevs av Exley 1975. Hyphesma cooba ingår i släktet Hyphesma och familjen korttungebin. Inga underarter finns listade i Catalogue of Life.

## Bildgalleri

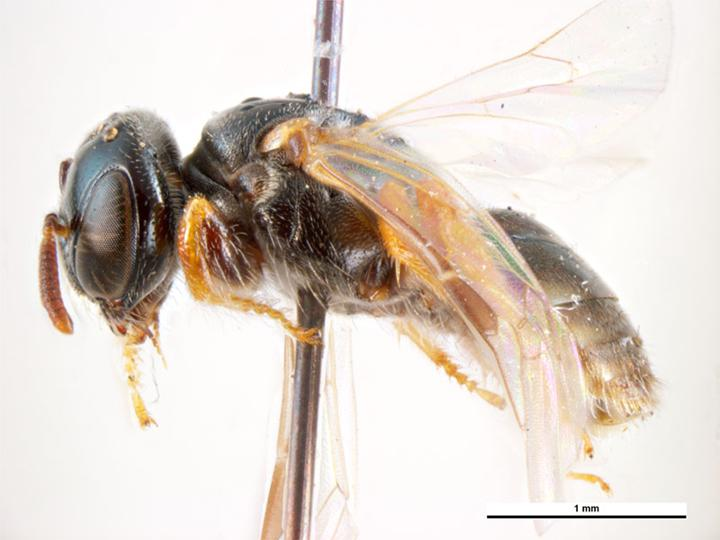
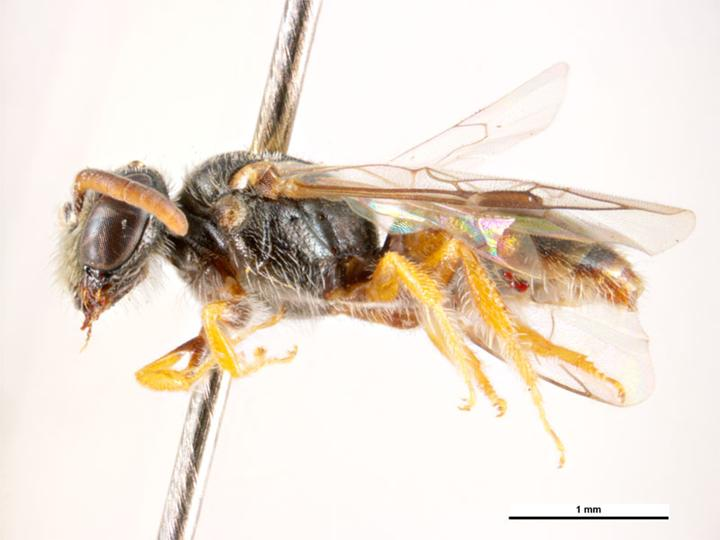